# Aprilteserna
Aprilteserna (på ryska апрельские тезисы, aprel'skie tezisy) var direktiv utfärdade av Bolsjevikledaren Vladimir Lenin när han återvände till Petrograd (St Petersburg) från sin exil i Schweiz. Direktiven riktade sig till bolsjeviker i Ryssland, och befäste att sovjeterna (arbetarråd) skulle ta makten ("all makt till sovjeterna"), förkastade liberalerna och socialdemokraterna i den provisoriska regeringen, klargjorde att Bolsjevikerna inte skulle samarbeta med regeringen och att det behövdes nya kommunistpolicier. Aprilteserna påverkade julidagarna och oktoberrevolutionen under de påföljande månaderna, och är sammankopplade med leninism.